# Saint-Jean-d'Angle
Saint-Jean-d'Angle é uma comuna francesa na região administrativa da Nova Aquitânia, no departamento de Charente-Maritime. Estende-se por uma área de 21,61 km². Em 2010 a comuna tinha 699 habitantes (densidade: 32,3 hab./km²).